# Agonia no Jardim (Bellini)
A Agonia no Jardim é uma pintura antiga do mestre renascentista italiano Giovanni Bellini, que a criou entre 1459 e 1465. É uma pintura de têmpera em painel e está agora na National Gallery, em Londres.
O episódio é mais conhecido como Agonia no Getsêmani e se refere a um evento na Vida de Jesus que ocorreu entre a Última Ceia e a sua prisão.
A luta de Jesus (em grego: agonia), orando e se submetendo a Deus antes de aceitar seu sacrifício, no Getsêmani também denota um estado de espírito atualmente chamado de agonia.